# Verzonnen middeleeuwen
De theorie van de verzonnen middeleeuwen of (in het Duits) Erfundenes Mittelalter (ook wel Fantoomtijd-theorie genoemd) houdt in dat ongeveer 300 jaar van de vroege Europese middeleeuwen, namelijk de periode van de 7e eeuw tot aan de tijd van Otto de Grote, zou zijn verzonnen door historici uit de latere middeleeuwen.
De theorie wordt tegengesproken door astronomische en dendrochronologische wetenschappelijke bevindingen.
De bekendste versie van deze theorie is afkomstig van de Duitse publicist Heribert Illig. Volgens hem zou de periode van 614 tot 911 na Chr. op verzinsels berusten. Illig trekt de belangrijkste West-Europese en Byzantijnse bronnen over deze periode in twijfel. Als deze theorie juist zou zijn, zouden wij nu dus niet 20 eeuwen na keizer Augustus leven, maar slechts 17 eeuwen. Een vorst als Karel de Grote zou nooit hebben bestaan. Rond het jaar 1000 zouden belangrijke Europese heersers (de Rooms-Duitse keizer Otto III, paus Silvester II en de Byzantijnse keizer Konstantijn VII) belang hebben gehad bij het "verzinnen" van drie extra eeuwen geschiedenis.
Historici, gespecialiseerd in de vroege middeleeuwen, vinden het bewijsmateriaal dat Illig aanvoert voor zijn theorie uiterst mager. Een argument van Illig is dat er bij de invoering van de gregoriaanse kalender in 1582 te weinig dagen waren overgeslagen om een verschuiving sinds het begin van de jaartelling goed te maken. De relatie tussen kalender en de stand van de zon was echter pas in 325 (Concilie van Nicea) vastgelegd, wat de geringere verschuiving in 1582 verklaart.
Hoewel er sterk aan de theorie wordt getwijfeld, laat het onverlet dat deze de aandacht vestigt op het feit dat de kennis van veel perioden op een zeer beperkt aantal bronnen berust, zodat grote voorzichtigheid is geboden bij het aannemen dat wat er in staat vermeld juist is. De mogelijkheden om deze feiten te controleren door vergelijking met andere bronnen zijn namelijk zeer beperkt.